# Schönwald (Baviera)
Schönwald é um município da Alemanha, situado no distrito de Wunsiedel, no estado da Baviera. Tem 19,18 km² de área, e sua população em 2019 foi estimada em 3.221 habitantes.